# 팬택 미라크
팬택 스카이 미라크(Pantech SKY Mirach)는 팬택이 2010년 10월 26일에 출시한 스마트폰이다. 스카이 미라크는 SK텔레콤과 LG유플러스를 통해 출시되었고, 모델명은 각각 IM-A690S, IM-A690L이다. 또한, 팬택계열에서는 처음으로 안드로이드 2.2를 탑재하여 외장 메모리에 애플리케이션(이하 앱)을 설치할 수 있다.(업데이트시 2.2.1로 변경됨.)
2011년 9월 일본 시장에 출시된 미라크는 방수 기능을 갖춘 중급형 스마트폰으로서 대한민국 시장에 출시된 미라크와는 다른 기종이다.
2011년 11월 22일 SK텔레콤 기종에 안드로이드 운영체제 2.3 버전 업그레이드가 시작되었다. LG 유플러스 기종은 12월 29일에 업그레이드 됐다.

## 색상
- 블랙
- 화이트
- 펑키 핑크
- 올리브 그린
- 골드 브라운